# مادلين هارتوغ-بيل
مادلين هارتوغ-بيل  (بالإسبانية: Madeline Hartog-Bel Houghton)‏ (مواليد 1946) عارضة أزياء وملكة جمال في بيرو فازت بمسابقة ملكة جمال العالم لعام 1967 ، ممثلة بيرو. بعد وصولها إلى الدور نصف النهائي لمسابقة ملكة جمال الكون في عام 1966 ، واصلت الفوز بلقب ملكة جمال العالم في لندن، المملكة المتحدة في العام التالي. بعد ملكة جمال العالم، عاشت في باريس، فرنسا لسنوات عديدة، والآن تقيم في جزيرة جنوب فلوريدا. هي متزوجة ولديها ابنة.